# 太平通寶
太平通寶(976年-984年)是宋太宗趙光義於太平兴国年間（976-984年）所鑄造的年號錢。
宋朝开宝九年（976年）農曆十月，宋太祖趙匡胤突然駕崩，其弟趙光義即位，趙光義改年號為太平興國，所鑄的年號錢是北宋經濟最好的時候。